# Neodutkevitchia
Neodutkevitchia es un género de foraminífero bentónico de la subfamilia Pseudofusulininae, de la familia Schwagerinidae, de la superfamilia Fusulinoidea, del suborden Fusulinina y del orden Fusulinida. Su especie tipo es Neodutkevitchia snyderi. Su rango cronoestratigráfico abarcaba desde el Asseliense hasta el Artinskiense inferior (Pérmico medio).

## Discusión
Clasificaciones más recientes incluyen Neodutkevitchia en la superfamilia Schwagerinoidea, y en la subclase Fusulinana de la clase Fusulinata. Algunas clasificaciones incluyen Neodutkevitchia en la familia Pseudofusulinidae.

## Clasificación
Neodutkevitchia incluye a las siguientes especies:
- Neodutkevitchia complicata †
- Neodutkevitchia insignis †
- Neodutkevitchia partoazari †
- Neodutkevitchia psharti †
- Neodutkevitchia snyderi †
- Neodutkevitchia spinosai †